# Normaalspanning
Een normaalspanning is een spanning die op een voorwerp inwerkt, en die loodrecht op het buitenoppervlak staat. Deze spanning zorgt voor een rek of compressie van het materiaal. afhankelijk van de elasticiteitsmodulus van het materiaal.